# La Petite-Marche
La Petite-Marche ist eine französische Gemeinde mit 165 Einwohnern (Stand 1. Januar 2022) im Département Allier in der Region Auvergne-Rhône-Alpes (vor 2016 Auvergne). Sie gehört zum Kanton Montluçon-3 im Arrondissement Montluçon.

## Geographie
La Petite-Marche liegt etwa 15 Kilometer südsüdwestlich von Montluçon. Der Cher begrenzt die Gemeinde im Westen.

### Nachbargemeinden
Umgeben ist La Petite-Marche von den Nachbargemeinden Mazirat im Norden, Terjat im Nordosten, Marcillat-en-Combraille im Osten und Südosten, Saint-Marcel-en-Marcillat und Chambonchard im Süden sowie Évaux-les-Bains im Westen.

## Bevölkerungsentwicklung
| Jahr      | 1962 | 1968 | 1975 | 1982 | 1990 | 1999 | 2006 | 2011 | 2019 |
| Einwohner | 316  | 321  | 247  | 210  | 210  | 215  | 191  | 191  | 168  |

## Sehenswürdigkeiten
- Kirche St-Thomas aus dem 19. Jahrhundert

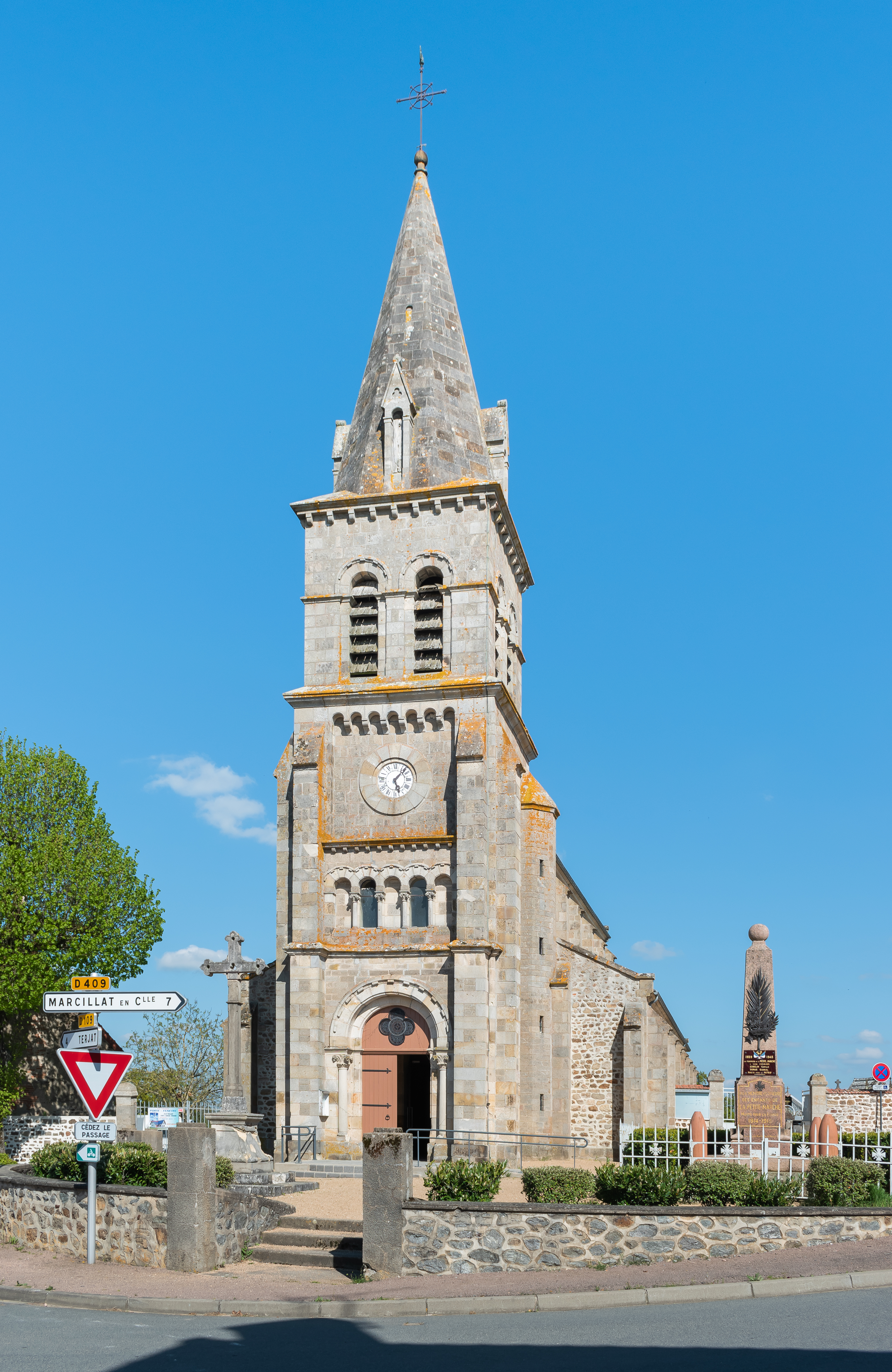
Kirche St-Thomas